# Oligoksiloglukanska beta-glikozidaza
Oligoksiloglukanska beta-glikozidaza (EC 3.2.1.120, hidrolaza izoprimverozno formirajućeg oligoksiloglukana, oligoksiloglukanska hidrolaza) je enzim sa sistematskim imenom oligoksiloglukan ksiloglukohidrolaza. Ovaj enzim katalizuje sledeću hemijsku reakciju
hidroliza (1->4)-beta-D-glukozidnih veza u oligoksiloglukanima čime se uklanjaju sukcesivne izoprimeveroze [i.e. alfa-ksilo-(1->6)-beta-D-glukozil-] ostaci sa neredukujućih krajeva lanca

## Literatura
- Nicholas C. Price; Lewis Stevens (1999). Fundamentals of Enzymology: The Cell and Molecular Biology of Catalytic Proteins (Third изд.). USA: Oxford University Press. ISBN 019850229X.
- Eric J. Toone (2006). Advances in Enzymology and Related Areas of Molecular Biology, Protein Evolution (Volume 75 изд.). Wiley-Interscience. ISBN 0471205036.
- Branden C; Tooze J. Introduction to Protein Structure. New York, NY: Garland Publishing. ISBN 0-8153-2305-0.
- Irwin H. Segel. Enzyme Kinetics: Behavior and Analysis of Rapid Equilibrium and Steady-State Enzyme Systems (Book 44 изд.). Wiley Classics Library. ISBN 0471303097.

## Spoljašnje veze
- Oligoxyloglucan+beta-glycosidase на 